# Holger Wick
Holger Wick (* 12. September 1962 in Gotha) ist ein früherer deutscher Biathlet.

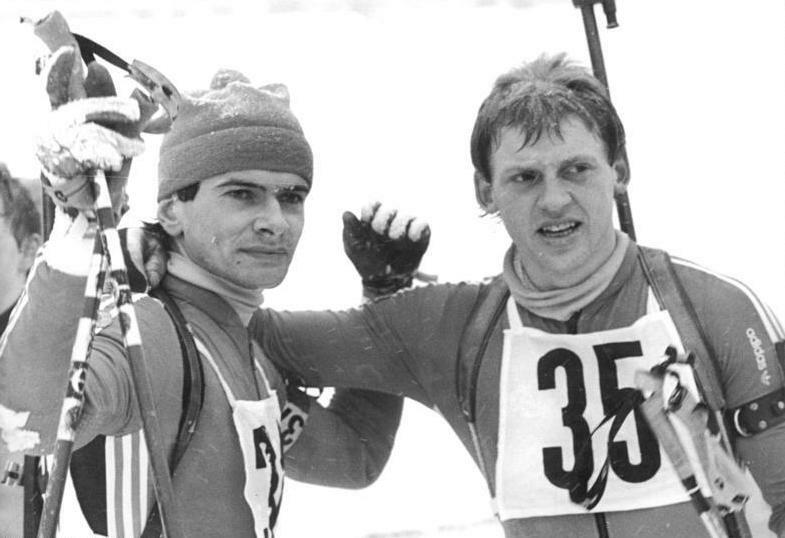
Matthias Jacob und Holger Wick nach dem gemeinsamen Sieg im Einzel-Rennen der DDR-Meisterschaften 1984 im Ziel

Holger Wick startete während seiner aktiven Zeit für den ASK Vorwärts Oberhof. 1982 gewann er als Schlussläufer der DDR-Staffel mit Ralf Göthel und Frank-Peter Roetsch die Goldmedaille bei den Junioren-Weltmeisterschaften. Im Biathlon-Weltcup konnte er mehrfach Ergebnisse unter den besten Zehn erreichen. Seinen größten internationalen Erfolg hatte Wick mit der Teilnahme an den Olympischen Winterspielen 1984 in Sarajevo, wo er im Einzel 29. und mit der Staffel um Frank-Peter Roetsch, Matthias Jacob und Frank Ullrich Vierter wurde. Auch national war 1984 sein bestes Jahr. Wick gewann die Titel in Einzel (zeitgleich mit Matthias Jacob) und Sprint und gewann zudem mit den Oberhofern Silber im Staffelwettbewerb. Schon im Vorjahr war er hinter Roetsch Vizemeister im Sprint geworden und mit der zweiten Staffel Oberhofs Drittplatzierter. Mit der zweiten Staffel Oberhofs gewann er auch 1985 noch einmal Silber.
Für die Staatssicherheit der DDR war er unter dem Decknamen IM „Gerd Schütze“ als Inoffizieller Mitarbeiter tätig und berichtete über seine Kameraden im ASK Oberhof.
Nach seiner aktiven Karriere blieb Wick dem Sport verbunden. Er ist Koordinator für Nachwuchsleistungssport im Thüringer Skiverband. Mit der früheren Langläuferin Susann Kuhfittig hat er zwei Söhne, Robert und Thomas, die ebenfalls im Leistungssport aktiv waren. Die Olympiasiegerin und Weltmeisterin im Biathlon Denise Herrmann-Wick ist seine Schwiegertochter.